# Scarabaeus irakensis
Scarabaeus irakensis là một loài bọ cánh cứng trong họ Bọ hung (Scarabaeidae).